# TýTý 2000
Dne 17. února 2001 se v Hudebním divadle v Karlíně konalo slavnostní vyhlášení X. ročníku ankety TýTý 2000. Večerem provázel Marek Eben.

## Výsledky
| Kategorie                        | Vítěz            | Televize       |
| -------------------------------- | ---------------- | -------------- |
| Moderátor zpravodajských pořadů  | Pavel Zuna       | TV Nova        |
| Moderátor publicistických pořadů | Radek John       | TV Nova        |
| Bavič                            | Petr Novotný     | TV Nova        |
| Sportovní komentátor             | Pavel Poulíček   | TV Nova        |
| Zpěvák                           | Karel Gott       |                |
| Zpěvačka                         | Lucie Bílá       |                |
| Herec                            | Miroslav Donutil | Česká televize |
| Herečka                          | Jiřina Bohdalová | Česká televize |
| Hlasatel/ka                      | Marie Retková    | Česká televize |
| Dabér                            | Miroslav Moravec |                |
| Dabérka                          | Valérie Zawadská |                |
| Pořad roku                       | Banánové rybičky | Česká televize |
| Absolutní vítěz                  | Valérie Zawadská | Česká televize |
| Dvorana slávy                    | Ivo Paukert      | Česká televize |